# Адамув
Адамув (пол. Adamów) — сельская гмина (волость) в Польше, входит как административная единица в Замойский повет, Люблинское воеводство. Население — 5145 человек (на 2004 год). Административный центр гмины — деревня Адамув.

## Состав гмины
- Адамув
- Суховоля
- Шевня-Дольна
- Бондыж
- Яцня

## Соседние гмины
1. Краснобруд
2. Крынице
3. Лабуне
4. Замость
5. Звежинец